# Gustavo Lombardi
Gustavo Adrián Lombardi (Rosário, 10 de setembro de 1975) é um treinador ex-futebolista profissional argentino que atuava como defensor.

## Carreira

### River Plate
Gustavo Lombardi se profissionalizou em 1994, ele integrou o River Plate na campanha vitoriosa da Libertadores da América de 1996.

## Títulos
River Plate
- Primera Division Argentina: Apertura 1994
- Taça Libertadores da América: 1996